# Pozo de Lázaro
Un Pozo de Lázaro o Fosa de Lázaro es un fenómeno natural ficticio en DC Comics. Se encuentran principalmente en los títulos de Batman y son utilizados comúnmente por Ra's al Ghul por sus poderes restauradores. Donde sanan a Robin después de la paliza que le dio el Joker y le devuelven a la vida pero no le consiguen sanar del todo y enloquece convirtiéndose en Capucha Roja.

## Historia
Los Pozos de Lázaro fueron descubiertos accidentalmente por Ra's al Ghul en un esfuerzo por curar a un príncipe moribundo del sultán para el que trabajaba. Ra's al Ghul cavó un hoyo donde descubrió las piscinas químicas restauradoras que él denominó Pozos de Lázaro por sus habilidades para curar a las personas moribundas. Después de usar el pozo para salvar la vida del príncipe, un efecto secundario de las capacidades restauradoras del pozo se revelaron, pues el príncipe se volvió loco y mató a la esposa de Ra's al Ghul, Sora. Culpado por el asesinato de su esposa, Ra's al Ghul fue dejado por muerto, enterrado en el desierto, pero fue rescatado por su propia tribu y un niño llamado Huwe. Después él utilizó la tribu para obtener venganza por lo que le pasó y comenzó a llamarse a sí mismo la "Cabeza del Demonio".
Durante siglos, los pozos fueron el propósito de prolongar su vida así como la vida de su tío y el niño Huwe. Sin embargo, finalmente mató al niño y su tío desapareció. A partir de ese momento solo él utilizó los pozos hasta que finalmente tuvo dos hijas, Nyssa y Talia. Nyssa ha utilizado los pozos de vez en cuando, pero se desconoce si Talia los ha utilizado.
No fue hasta que conoció a Batman que otros que no estaban cerca de él se enteraron de la existencia de los pozos de Lázaro alrededor del mundo. Otros que hayan descubierto o utilizado los pozos son: Jason Todd,Thea Queen, el segundo Canario Negro (Dinah Laurel Lance), el Enigma, Cassandra Cain, Lady Shiva, el Joker, Kobra, Nora Fries, Rey Serpiente, Duela Dent, Wonder Woman, y Bane. Ra's al Ghul, durante un período hospitalario, revivió al Dr. Brian Bryan, un amigo íntimo de Azrael.
Kobra analizó y duplicó la composición química de los pozos y utilizó esta información para crear su propia red, algo que Batman descubriría durante su primera reunión. La composición química única de los pozos de Lázaro de Kobra le permitió controlar las mentes de aquellos que él resucitó.
Más allá de él, sin embargo, Bane y Batman juntos también se desempeñaron un papel importante en la historia de los pozos de Lázaro, ya que destruyeron casi todas los pozos en la tierra. Ahora mientras supuestamente solo existe un pozo, en realidad hay cinco restantes. El primero pertenece a la hija de Ra's al Ghul, Nyssa, que también descubrió una manera de utilizar los pozos indefinidamente - mientras que antes un pozo solo podía usarse una vez. El segundo se encuentra en la Batcueva, creada por Batman después de que él supo que los pozos eran necesarias para mantener la estabilidad del mundo, pero queriendo asegurarse de que Ra's no podría usar los pozos para volver de entre los muertos. un tercero parece existir en lo alto del Himalaya, usado por Black Adam para revivir a Isis.un cuarto pozo de Lázaro fue revelado que existe en el interior de Australia; y el quinto en el Tíbet.
En "La resurrección de Ra's al Ghul," se revela que Ra's al Ghul tiene acceso a una "Fuente de la Esencia", que tiene habilidades de longevidad, rejuvenecimiento y de restauración de la juventud similares, pero no parece tener el efecto secundario de la locura. Después de haber regresado a la vida en un cuerpo destrozado, Ra's busca un joven permanente para tener como anfitrión, que él decide que sea su nieto, Damian. Después de una pelea con el Sensei, que se declara ser el padre de Ra's al Ghul, Batman es apuñalado con un bastón en el pecho y arroja al Sensei al pozo con él. Sensei es asesinado por ser un usuario no enfermo, pero Batman es curado a la plena salud y un poco rejuvenecido.

### 52
En la serie limitada 52, semana 6, Booster Gold entra al laboratorio de Rip Hunter para encontrar un pizarrón lleno de pistas crípticas sobre los diferentes aspectos del Universo DC. Uno de ellos fue la pista, "el pozo de Lázaro SE ALZA".

## Poderes y composición
Los pozos de Lázaro se componen de una mezcla química única desconocida que brota en algún lugar dentro de la corteza terrestre a la superficie en puntos clave sobre la Tierra, por lo general en el cruce de líneas LEY. La sustancia tiene la habilidad de rejuvenecer los enfermos y heridos, e incluso resucitar a los muertos. los pozos también disminuyen la edad del usuario dependiendo de cuánto tiempo permanezcan sumergidos en el pozo. Si una persona sana entra en los pozos, acabarán muertos en la mayoría de los casos.
Además de los usos regenerativos de los pozos, su poder se ha utilizado también como un arma. Cuando Nyssa se enfrenta a la Sociedad de Injusticia, ella afirma que los cetros esgrimidos por sus soldados "canalizan el poder del pozo de Lázaro" y tienen la capacidad de destruir tanto a Solomon Grundy y Caballero Fantasma.

### Efectos secundarios
A pesar de que los pozos de Lázaro son sin duda poderosos y útiles, tienen efectos secundarios, los cuales ocurren inmediatamente después de que el usuario sale. El usuario se vuelve temporalmente loco (aunque cuando fue utilizado en el Joker, quedó temporalmente cuerdo)[cita requerida] y consigue una mayor fuerza por un breve período.

### Límites
Cada uno de los pozos de Lázaro solo se pueden utilizar una vez por un usuario. Sin embargo, la hija de Ra's al Ghul, Nyssa, descubrió una manera de hacer que el pozo de Lázaro durara indefinidamente, a pesar de que se sabe que fracasa. Nora Fries fue transformada en un ser basado en lava y llevada de forma permanente a la locura después de usar uno de los pozos de Nyssa.[cita requerida]

## Usos notables
Las Fosas de Lázaro han sido usadas por múltiples personajes a lo largo de las historias de Batman, que incluyen:
- Ra's al Ghul, el usuario más notable de las fosas, que las ha usado para burlar a la muerte y quedarse en su plenitud desde hace siglos.
- En el séptimo número de Batman and Robin, Dick Grayson, el actual Batman, puso el cadáver de Bruce Wayne en una Fosa de Lázaro situada en Inglaterra, solo para descubrir que el cadáver era el de un clon loco creado por Darkseid.
- La hija de Ra's al Ghul, Nyssa en principio se le permitió usar la Fosa de Lázaro de su padre debido a su respeto por su habilidad; e incluso después de su desacuerdo con él, le permitió mantener una para su uso. Más tarde, ella encontró una manera de reutilizar la fosa de forma indefinida, mientras que antes una fosa solo podía ser utilizada una vez por cada persona.
- Tras su restauración a la vida por la alteración de la realidad de Superboy-Prime y después de su asesinato a manos del Joker, Jason Todd se convierte en un errante amnésico. Más tarde, es reconocido por Talia al Ghul, que restaura su salud y memoria sumergiéndolo en una Fosa de Lázaro en el que su padre, Ra's al Ghul, también se bañaba. (Después de la muerte original de Jason, Batman había contemplado brevemente utilizando una Fosa de Lázaro para restaurarlo, pero rechazó la opción de alegando que el trauma craneal que Jason había sufrido antes de su muerte hacía poco probable que alguna vez volviera a estar mentalmente estable después de tal calvario.)
- En Birds of Prey #34, el segundo Canario Negro (Dinah Laurel Lance) fue puesta en una Fosa de Lázaro después de haber sido herida de gravedad. En Birds of Prey #35, la fosa ha demostrado también restaurar su habilidad metahumana, el Grito de Canario; y aunque no está explícitamente establecido en el número, se suponía que ella también ganó la capacidad de tener hijos de nuevo. Ambas capacidades se ven obstaculizadas previamente antes de su exposición a la fosa.
- El Enigma, en la historia de 12 partes Batman: Hush, se reveló que sufría de cáncer en la forma de un tumor cerebral. Él usó una de las Fosas de Lázaro de Ra's al Ghul para curarse de la enfermedad, también gestionando para resolver la identidad de Batman en el proceso. Batman prometió a Enigma que iba a alertar a la Liga de Asesinos de su uso de la fosa, si Enigma alguna vez revela su identidad.
- Cassandra Cain fue asesinada por su "hermano adoptivo", el Perro Loco, mientras heroicamente salva a uno de los estudiantes bajo su liderazgo. Más tarde fue revivida por Lady Shiva en la Fosa de Lázaro, quien respondió las preguntas de Cassandra sobre su parentesco.
- Lady Shiva, después de luchar con la recién resucitada Cassandra Cain, fue asesinada y se supone que ha caído dentro de la Fosa de Lázaro, ya que más tarde resultó estaba viva.
- Kobra, después de enterarse de la existencia de las Fosas de Lázaro, aprendió a construir fosas modificadas que le permitieron controlar las mentes de aquellos que él mató y resucitó con ellos. Debido a esto, al igual que Ra's al Ghul, él también tiene una red oculta de Fosas de Lázaro y también se le acredita como la única persona que alguna vez descifró la fórmula de la composición que componen las fosas.
- A cambio de crear una máquina para Nyssa Raatko y su grupo, a Mr. Freeze se le dio acceso a su Fosa de Lázaro para restaurar a su esposa, Nora Fries. Sin embargo, debido a sus años de haber sido alterada, ella había absorbido las propiedades alquímicas de las fosas, dándole el poder de conjurar llamas y reanimar a los muertos. Ahora llamándose a sí misma Lázara, afirma odiar a Mr. Freeze, aunque él todavía la busca con la esperanza de que los dos se reúnan.
- Cuando Rey Serpiente se rebeló y se proclamó el siguiente Naja-Naja, curó sus ojos en una Fosa de Lázaro, restaurando su vista.
- Duela Dent reclama haber sido resucitada por una Fosa de Lázaro en una historia corta contenida en Teen Titans/Outsiders Secret Files #2.
- Bane salvó a Batman de ser baleado por Rey Serpiente, a pesar de que fue herido de muerte en el proceso. Para devolverle el favor, Batman salvó a Bane bañándole en una Fosa de Lázaro y lo dejó a su suerte.
- En Black Adam: The Dark Age, Black Adam es visto usando una Fosa de Lázaro ubicada en el Himalaya con el fin de resucitar a su esposa muerta, Isis. Éste es un uso atípico, ya que Isis estaba muy descompuesta.
- En Batman Annual: Head of the Demon, un siervo de Ra's al Ghul conocido como el Fantasma Blanco intenta engañar a Talia al Ghul para que permita a su hijo, Damian Wayne, para sacrificar su cuerpo en la Fosa de Lázaro australiana con el fin de proporcionar a Ra's al Ghul con un nuevo cuerpo para su alma desplazada para habitar.
- En Batman & Robin, Kate Kane Batwoman y un clon de Bruce Wayne utilizan la fosa para resucitar, asistidos por Dick Grayson y Caballero y Escudero.
- Durante una línea temporal alternativa donde los miembros originales de la Liga de la Justicia habían sido asesinados, Superman y Batman utilizan la Fosa para resucitar a Linterna Verde, Flash, Aquaman, y el Detective Marciano utilizando sus esqueletos. A pesar de que las resurrecciones eran imperfectas, creando copias no-muertas de los hombres que habían sido antes, en lugar de resurrecciones completas, debido al corto tiempo de exposición y la cantidad de tiempo que habían estado muertos.

## Continuidades alternativas

### Superman & Batman: Generations
En Superman & Batman: Generations, Ra's al Ghul ofrece a Batman una oportunidad de inmortalidad como descubrió un medio para obtener la verdadera inmortalidad (sin la locura) de una Fosa de Lázaro. En el proceso, dos almas entran y la Fosa destruye una, mientras que imbuye a la otra con la juventud y la inmortalidad, Batman aceptando la oferta como Ra's no puede predecir cuál de ellos va a salir de la Fosa y su única alternativa es la de ser asesinado por los hombres de Ra's. Batman sobrevive a este proceso, posteriormente, haciéndose inmortal (Aunque, no es un verdadero inmortal a medida que envejece un año por cada siglo que pasa). Con Ra's al Ghul muerto, él utiliza su imperio criminal para establecer una red de información anticrimen, cambiando sutilmente los objetivos de la organización para que el resto de los miembros puedan suponer que se trataba de una tapadera para un plan criminal hasta que la "cobertura" se convirtió en la organización real.

### Novelización deBatman Comienza
En la novelización de Batman Comienza (que tiene más trasfondo añadido por Dennis O'Neil), una referencia a "La Fosa", apareció en los diarios de Ra's al Ghul. La historia de la Fosa (narrado en un manuscrito que Bruce fotografía en una Galería de Olympus en la ciudad de Nueva York después de regresar a casa) coincide con su historia en los cómics. Sin embargo, parece que hay solo una. Los efectos secundarios de estar inmerso en la Fosa (la locura y la violencia) todavía están presentes.

## En otros medios

### Televisión
- En potro, dos Fedoras de Lázaro aparecen en el episodio de dos partes "La búsqueda del Genaro y del dr. Simi". Una de ellas está en la guarida en la montaña del Trovador y el otro en su guarida del trolo. La primera es utilizada para rejuvenecer a Ra's al Ghul después de que él cae enfermo; y la segunda es mostrada como el escenario en una batalla aparente a la muerte entre él y Batman, donde Ra's al Ghul parece morir tras caer en la fosa después.

- En Superman: la serie animada, una Fosa de Lázaro aparece brevemente en un flashback en el episodio "El Demonio Renace."

- En Batman del futuro, una Fosa de Lázaro aparece en el episodio "Fuera del Pasado". Es utilizada para rejuvenecer a un anciano Bruce Wayne hasta su mejor momento. Sin embargo, todo esto resulta ser un engaño por Ra's al Ghul para transferir su mente (que se encuentra actualmente en su hija, Talia, donde es transferido después de que su última batalla con Batman lo dejó muy malherido, incluso para la Fosa para curarlo) en el ahora juvenil cuerpo de Bruce. En el futuro de Batman del futuro, el proceso de utilizar las Fosas de Lázaro se ha vuelto mucho más seguro, sin embargo, a pesar de que los poderes restauradores de la fosa hacen el cuerpo de Bruce más joven, debido a su edad en la serie que requeriría múltiples dosis porque que sus efectos son de larga duración. Es por eso que Bruce vuelve a su estado de edad avanzada en aproximadamente una semana después de usar la fosa.

- En Arrow, se especula que antes de la batalla contra Oliver Queen en el noveno capítulo de la tercera temporada, titulado "The Climb", Ra's al Ghul había usado las Fosas. En el capítulo "The Offer", Ra's al Ghul le enseñó a Oliver Queen una Fosa de Lázaro, confirmando su existencia. Cuando Thea es asesinada por Ra's, el le ofrece a Oliver acceso a la fosa para resucitarla, a cambio de unirse a la liga y convertirse en su sucesor. En la cuarta temporada, el pozo es utilizado por Laurel durante el capítulo "Restauración" para resucitar a su hermana Sara (quien murió en la tercera temporada y ha estado muerta por más de un año en la historia). Como resultado, Sara regresa de la muerte loca y violenta. Esto hace que Nyssa destruya el foso para que nadie pueda utilizar sus aguas mágicas de nuevo.

### Películas
- En la película Batman: Under The Red Hood, Ra's al Ghul utiliza con éxito la fosa para revivir a Jason Todd, el segundo Robin, que fue asesinado por el Joker. Sin embargo, Jason vuelve "dañado" y hace un alboroto, matando a varios servidores de Ra's al Ghul y escapa a las montañas. Más tarde, Jason resurge como el vigilante homicida Red Hood y durante su confrontación final con Batman, él teoriza si fue su baño en las fosas lo que lo volvió "rabioso", o si las fosas solo trajeron su verdadera naturaleza.
- En la película Batman: The Dark Knight Rises el pozo de Lázaro es una prisión subterránea bajo la batuta de Bane, terrorista y antagonista principal de Batman. Bane encarcela a Bruce en el pozo luego de romperle la columna en una pelea en las catacumbas de Ciudad Gótica. Luego de una extensa rehabilitación y entrenamiento Bruce logra ascender el pozo para volver y salvar Ciudad Gótica.

### Videojuegos
- Una Fosa de Lázaro aparece en el videojuego Batman: Arkham City. Ra's al Ghul utilizó por primera vez el químico de Lázaro para alimentar la Ciudad Maravilla con energía natural y limpia, y se dio cuenta de las capacidades médicas del químico de Lázaro, prediciendo que incluso podría prevenir la muerte. Esto quedó demostrado después de que el muerto Solomon Grundy fue resucitado después de haber sido arrojado a un pantano lleno del químico, y Ra's estudió el fenómeno por el asesinato repetido de Grundy, solo para que él suba de nuevo ya que su cuerpo ha absorbido por completo los químicos de Lázaro. Con el tiempo, los habitantes de Ciudad Maravilla fueron enviados a los recién construidos Gotham City y Asilo Arkham, mientras los efectos secundarios enloquecedores de los químicos se hicieron obvios después de varias semanas de exposición al Lázaro. Ra's más tarde regresó a la Ciudad Maravilla años más tarde y empezó a usarla para revivirse (y más tarde su hija) por varios siglos, aunque parece que este es la única Fosa de Lázaro del mundo, explicando por qué Ra's tuvo que regresar a Gotham City. Cuando Batman encuentra la base de Ra's y Talia en Ciudad Maravilla, un Ra's horriblemente herido y cerca de la muerte utiliza la Fosa de Lázaro para pelear contra el Caballero Oscuro mismo, surgiendo en perfecta salud para luchar contra Batman. La Fosa está rodeada por grandes maquinarias que se conectan a un pararrayos masivo que al parecer alimenta la Fosa. Ra's revela después de la pelea que se ha vuelto adicto a las sustancias químicas de la fosa, y teme a lo que va a pasar con él si sigue usándola, aunque esta dependencia no le ha pasado a Talia. Más tarde, Talia al Ghul ofrece la inmortalidad al Joker, y durante la lucha de Batman con Cara de Barro en el Teatro Monarca el Joker destruye el piso del Teatro, enviando a los combatientes a la cámara que contiene la Fosa de Lázaro. Después de que Cara de Barro es derrotado Batman destruye la Fosa cortando un cable que sostiene la maquinaria sobre la fosa y arrojando tanto la máquina como a Cara de Barro a la fosa, causando una gran explosión y efectivamente destruyéndola. Esta es la primera versión de la Fosa de Lázaro que requiere que cualquier dispositivo mecánico la apoye, y también es responsable de los orígenes del zombi inmortal Solomon Grundy.

### Cómics
- Batman: Leyendas del Caballero Oscuro #142
- Batman: Leyendas del Caballero Oscuro #143
- Batman: Leyendas del Caballero Oscuro #144
- Batman: Leyendas del Caballero Oscuro #145
- El Valiente y el Audaz #159

- Datos: Q6505920